# Fair Oaks (Californië)
Fair Oaks is een plaats (census-designated place) in de Amerikaanse staat Californië, en valt bestuurlijk gezien onder Sacramento County.

## Demografie
Bij de volkstelling in 2000 werd het aantal inwoners vastgesteld op 28.008.

## Geografie
Volgens het United States Census Bureau beslaat de plaats een oppervlakte van
26,7 km², waarvan 25,6 km² land en 1,1 km² water.

## Plaatsen in de nabije omgeving
De onderstaande figuur toont nabijgelegen plaatsen in een straal van 8 km rond Fair Oaks.

## Geboren
- Randall Bal (14 november 1980), zwemmer